# Fayçal Hachemi
Pour les articles homonymes, voir Hachemi.
Fayçal Hachemi, en arabe : فيصل هاشمي, né le 16 mars 1949 à Alger, est un ancien joueur international puis entraîneur algérien de handball,.

## Biographie
Après avoir fait de la natation en minimes avec le GLEA, il déserte le bassin pour les terrains de handball. 
Avec l'équipe nationale d'Algérie, il participe notamment au championnat du monde 1974.

## Palmarès de joueur

### Clubs
Compétitions nationales (avec Nadit Alger)
- Championnat d'Algérie (6)
  - Champion : 1973, 1974, 1975, 1978, 1981
- Coupe d'Algérie (6)
  - Vainqueur : 1972, 1973, 1976, 1979, 1980
  - Finaliste : 1975 et 1981.

### Sélection nationale
- championnat du monde
  - 15e place au championnat du monde 1974
- Jeux méditerranéens
  -  troisième aux Jeux méditerranéens de 1975

## Palmarès d'entraîneur
- Vainqueur de la Ligue des champions d'Afrique : 1982 (avec Nadit Alger)